# لری کین
لری کین (انگلیسی: Larry Cain؛ زادهٔ ۹ ژانویهٔ ۱۹۶۳) قایقران کانو اهل کانادا بود.
وی در مسابقات کشوری و بین‌المللی در مجموع برندهٔ ۱ مدال طلا، ۲ مدال نقره شده‌است.